# Tipula mallorca
Tipula mallorca är en tvåvingeart som beskrevs av Günther Theischinger 1982. Tipula mallorca ingår i släktet Tipula och familjen storharkrankar. Inga underarter finns listade i Catalogue of Life.